# Championnat de France de football de quatrième division 2024-2025
Navigation
National 2 2023-2024 National 2 2025-2026
Le Championnat de France de football de National 2 2024-2025 est la 32e édition du Championnat de France de football de National 2.
Le quatrième niveau du championnat oppose quarante-huit clubs français répartis en trois groupes de seize clubs, en une série de trente rencontres jouées durant la saison de football entre le 16 août 2024 et le 17 mai 2025.
Les premières places de chaque groupe permettent de monter en National lors de la saison suivante tandis que les trois dernières places de chaque groupe ainsi que le moins bon 13e sont synonymes de relégation en National 3.
En raison de la réforme des championnats, c'est la première saison de N2 qui se joue à trois groupes, les éditions précédentes étant composées de quatre poules.

## Décisions administratives
Rétrogradations
Le 8 juin 2024, la DNCG sanctionne le FC Libourne d'une rétrogradation administrative en National 3, citant les problèmes financiers du club. Le club dépose le bilan le 19 juin. Le 25 juin, le club est exclu des compétitions nationales par la DNCG.

Le 11 juin 2024, la DNCG sanctionne le SO Cholet, relégué sportivement de National en National 2, d'une exclusion des championnats nationaux. Le club confirme le lendemain son dépôt de bilan.

Le 26 juin 2024, les Chamois niortais FC sont rétrogradés d'une division de National en N2 par la DNCG, rétrogradation confirmée en appel le 11 juillet pour au final le 1er août une exclusion de tous championnats nationaux. Le club de FC Villefranche, 13e la saison dernière est repêché en National. Le FC Girondins de Bordeaux est rétrogradé par la DNCG en National puis après en National 2.
Repêchages
Les deux clubs repêchés en N2 sont le FR Haguenau et l'Olympique de Saumur, respectivement moins bon 9e et meilleur 10e la saison précédente.
Modification du nombre de relégations
Le National se jouant à 17 clubs à la suite de la rétrogradation des Girondins de Bordeaux et l'exclusion des Chamois niortais, la Direction des Compétitions Nationales (DCN) de la FFF annonce le 20 septembre 2024 que le nombre de relégations de National 2 et de National 3 est modifié. Dans le cas du National 2, le moins bon 13e, qui aurait dû être relégué, sera maintenu au même titre que les deux autres.

## Participants

### Nouveaux clubs
- 1 club rétrogradé de Ligue 2 :
  - FC Girondins de Bordeaux (rétrogradation administrative)

- Les 4 clubs relégués de National :
  - GOAL FC
  - US Avranches
  - Marignane GCB FC
  - SAS Épinal
  - SO Cholet (exclu des compétitions nationales)
  - Chamois niortais (exclu des compétitions nationales)

- Les 11 clubs promus de National 3 :

| Groupe | Clubs                   |
| ------ | ----------------------- |
| A      | Istres FC               |
| B      | Les Genêts d'Anglet     |
| C      | Stade poitevin FC       |
| D      | Vendée Poiré Football   |
| E      | SC Locminé              |
| F      | AS Villers              |
| G      | US Chantilly            |
| H      | FC Balagne              |
| I      | US Thionville Lusitanos |
| J      | GFA Rumilly Vallières   |
| K      | AS Saint-Priest         |

### Localisation des clubs
| \| Jura · Sud Angoulême CFC Bergerac FC Andrézieux- · Bouthéon FC Genêts d'Anglet AS Cannes ÉFC Fréjus St-Raphaël GOAL FC RCP Grasse Hyères FC Istres FC Le Puy Foot MGCB FC GFA Rumilly V. AS St-Priest SC Toulon US Avranches Volt. Châteaubriant Dinan-Léhon FC US Granville La Roche VF Les Herbiers VF Ol. Saumur US St-Malo Stade briochin Stade poitevin Poiré VF SC Locminé Blois Foot Bourges FC St-Pryvé St-H. FC Girondins de Bordeaux SAS Épinal Wasquehal Foot AS Beauvais ASC Biesheim US Chantilly FC Balagne US Thionville Entente FA AS Furiani FR Haguenau FC Chambly AS Villers \| Localisation des clubs engagés en championnat de National 2. |
| Jura · Sud Angoulême CFC Bergerac FC Andrézieux- · Bouthéon FC Genêts d'Anglet AS Cannes ÉFC Fréjus St-Raphaël GOAL FC RCP Grasse Hyères FC Istres FC Le Puy Foot MGCB FC GFA Rumilly V. AS St-Priest SC Toulon US Avranches Volt. Châteaubriant Dinan-Léhon FC US Granville La Roche VF Les Herbiers VF Ol. Saumur US St-Malo Stade briochin Stade poitevin Poiré VF SC Locminé Blois Foot Bourges FC St-Pryvé St-H. FC Girondins de Bordeaux SAS Épinal Wasquehal Foot AS Beauvais ASC Biesheim US Chantilly FC Balagne US Thionville Entente FA AS Furiani FR Haguenau FC Chambly AS Villers                                                                    |

| \| FCM Aubervilliers FC 93 US Créteil-Lusitanos FC Fleury 91 \| Zoom sur la région parisienne |
| FCM Aubervilliers FC 93 US Créteil-Lusitanos FC Fleury 91                                     |

| FCM Aubervilliers FC 93 US Créteil-Lusitanos FC Fleury 91 |

| Légende Groupe A Groupe B Groupe C |

## Championnat

### Légende
- Légende des tableaux de classement

Promotion en National 2025-2026
- 1er : promotion

Repêchage en National 2 2025-2026
- 14e et 15e (Gr. B) : repêché

Relégation en National 3 2025-2026
- 15e (Gr. A et C) et 16e : relégation

Décisions administratives
- Rétrogradation en National 3 2025-2026
- Exclusion des championnats nationaux

Abréviations
- R : Relégué de National 2023-2024
- P : Promu de National 3 2023-2024

### Groupe A

#### Clubs participants
| Nom du club              | Ville               | En N2 depuis | Budget    | Classement 2023-2024   | Entraîneur         | Depuis | Stade                                  | Capacité |
| ------------------------ | ------------------- | ------------ | --------- | ---------------------- | ------------------ | ------ | -------------------------------------- | -------- |
| Andrézieux-Bouthéon FC   | Andrézieux-Bouthéon | 2016         | N.C       | 9e du groupe A         | Xavier Collin      | 2023   | Envol Stadium                          | 5 000    |
| Angoulême CFC            | Angoulême           | 2019         | 1,8 M€    | 6e du groupe B         | David Giguel       | 2018   | Stade Camille-Lebon                    | 6 500    |
| AS Cannes                | Cannes              | 2023         | 4,5 M€    | 5e du groupe A         | Damien Ott         | 2024   | Stade Pierre-de-Coubertin              | 9 819    |
| AS Saint-Priest          | Saint-Priest        | 2024         | N.C       | 1er National 3 (gr. K) | Michaël Napoletano | 2023   | Stade Jacques-Joly                     | 2 000    |
| Bergerac Périgord FC     | Bergerac            | 2015         | 1,2 M€    | 5e du groupe B         | Yassine Azahaf     | 2021   | Stade de Campréal                      | 1 400    |
| ÉFC Fréjus Saint-Raphaël | Saint-Raphaël       | 2016         | N.C       | 7e du groupe A         | Michel Estevan     | 2025   | Stade Louis-Hon                        | 3 000    |
| GFA Rumilly Vallières    | Rumilly             | 2024         | 850 000 € | 1er National 3 (gr. J) | Cédric Rullier     | 2023   | Stade des Grangettes                   | 1 500    |
| GOAL FC                  | Chasselay           | 2024         | N.C       | 14e de National        | Fabien Pujo        | 2024   | Stade Ludovic Giuly                    | 600      |
| Hyères FC                | Hyères              | 2010         | 1,2 M€    | 6e du groupe A         | Lilian Compan      | 2024   | Stade Perruc                           | 1 820    |
| Istres FC                | Istres              | 2024         | 1,2 M€    | 1er National 3 (gr. A) | Zaki Noubir        | 2023   | Stade Parsemain                        | 12 500   |
| Jura Sud Foot            | Moirans-en-Montagne | 2003         | 1 M€      | 4e du groupe A         | Valentin Guichard  | 2021   | Stade municipal de Moirans-en-Montagne | 2 000    |
| Le Puy Foot              | Le Puy-en-Velay     | 2023         | 1,6 M€    | 2e du groupe A         | Stéphane Dief      | 2023   | Stade Charles-Massot                   | 4 800    |
| Les Genêts d'Anglet      | Anglet              | 2024         | 1,2 M€    | 1er National 3 (gr. B) | Cédric Pardeilhan  | 2018   | Stade Saint-Jean                       | 1 300    |
| Marignane GCB FC         | Marignane           | 2024         | N.C       | 16e de National        | Brahim Hemdani     | 2022   | Stade Saint-Exupéry                    | 1 500    |
| RC Pays de Grasse        | Grasse              | 2017         | 800 000 € | 3e du groupe A         | Loïc Chabas        | 2013   | Stade de la Paoute                     | 3 500    |
| SC Toulon                | Toulon              | 2020         | 2,5 M€    | 8e du groupe A         | Mohamed Sadani     | 2024   | Stade de Bon Rencontre                 | 8 200    |

- Club relégué de N1
- Club promu de N3

#### Classement
| Rang | Équipe                   | Pts  | J  | G  | N  | P  | Bp | Bc | Diff |
| ---- | ------------------------ | ---- | -- | -- | -- | -- | -- | -- | ---- |
| 1    | Le Puy Foot 43 Auvergne  | 59   | 30 | 17 | 8  | 5  | 47 | 17 | +30  |
| 2    | AS Cannes                | 55   | 30 | 15 | 10 | 5  | 57 | 30 | +27  |
| 3    | SC Toulon                | 48   | 30 | 13 | 9  | 8  | 44 | 35 | +9   |
| 4    | RC Pays de Grasse        | 45   | 30 | 11 | 12 | 7  | 40 | 29 | +11  |
| 5    | Hyères FC                | 45   | 30 | 11 | 12 | 7  | 34 | 24 | +10  |
| 6    | Angoulême Charente FC    | 43   | 30 | 10 | 13 | 7  | 28 | 28 | 0    |
| 7    | AS Saint-Priest P        | 42   | 30 | 11 | 9  | 10 | 32 | 33 | -1   |
| 8    | ÉFC Fréjus Saint-Raphaël | 38-1 | 30 | 9  | 12 | 9  | 33 | 36 | -3   |
| 9    | Istres FC P              | 38   | 30 | 11 | 5  | 14 | 40 | 48 | -8   |
| 10   | GFA Rumilly Vallières P  | 37   | 30 | 8  | 13 | 9  | 35 | 35 | 0    |
| 11   | Andrézieux-Bouthéon FC   | 37   | 30 | 9  | 10 | 11 | 36 | 29 | +7   |
| 12   | Marignane GCB FC R       | 35   | 30 | 9  | 8  | 13 | 29 | 43 | -14  |
| 13   | Bergerac Périgord FC     | 34   | 30 | 9  | 7  | 14 | 34 | 49 | -15  |
| 14   | GOAL FC R                | 32-4 | 30 | 10 | 6  | 14 | 33 | 53 | -20  |
| 15   | Jura Sud Foot            | 29   | 30 | 5  | 14 | 11 | 28 | 36 | -8   |
| 16   | Les Genêts d'Anglet P    | 20   | 30 | 4  | 8  | 18 | 25 | 50 | -25  |

1. ↑  Le club de Fréjus-Saint-Raphaël est pénalisé d’un point suite à son match arrêté de la 8e journée[18].
2. ↑  Le Marignane GCB FC est rétrogradé en National 3 2025-2026 sur décision de la DNCG le 20 mai 2025[19].
3. ↑  Le Bergerac Périgord FC est exclu des championnats nationaux sur décision de la DNCG le 20 mai 2025[19].
4. ↑  Le GOAL FC est pénalisé d’un point suite à son forfait volontaire lors de la 1re journée. En raison de faux certificats médicaux, le club est pénalisé de 5 points supplémentaires (un point par match où Hamed Foundikou a été déployé, et deux points supplémentaires pour les infractions) et de trois défaites sur tapis vert (perdant au total 9 points)[20],[21],[22]. La sanction est réduite de deux points par le CNOSF le 7 avril 2025[23],

#### Résultats
| Résultats (▼dom., ►ext.)                                   | ABFC | ACFC | ASC  | ASSP | BPFC | EFC  | GFA  | GOAL | HFC  | IFC | JSF | LPF | LGA | MGCB | RCPG | SCT  |
| Andrézieux-Bouthéon FC                                     |      | 1-1  | 1-1  | 1-2  | 0-0  | 2-0  | 2-0h | 2-0  | 2-0  | 3-1 | 1-1 | 0-0 | 1-0 | 7-0  | 1-2  | 0-1  |
| Angoulême Charente FC                                      | 2-1  |      | 0-4c | 1-1  | 4-2  | 1-0  | 1-0  | 3-0e | 0-2  | 1-0 | 2-0 | 0-1 | 1-1 | 0-1  | 2-2  | 2-1  |
| AS Cannes                                                  | 3-1  | 0-1  |      | 0-1  | 7-0  | 2-2  | 2-2  | 3-0  | 1-2  | 4-1 | 1-1 | 2-1 | 2-1 | 2-2  | 3-2  | 3-0d |
| AS Saint-Priest                                            | 1-1  | 0-0  | 1-2  |      | 2-1  | 0-1  | 0-1  | 1-2g | 0-2  | 1-0 | 0-0 | 1-3 | 2-0 | 1-0  | 2-1  | 1-2  |
| Bergerac Périgord FC                                       | 1-0  | 1-1  | 1-3  | 2-1  |      | 0-1  | 1-1f | 0-3  | 2-1  | 3-0 | 0-1 | 1-0 | 4-1 | 0-0  | 0-0  | 1-2  |
| ÉFC Fréjus Saint-Raphaël                                   | 1-0  | 1-1  | 1-3  | 1-2  | 3-2  |      | 3-1  | 2-4  | 1-0  | 3-1 | 1-1 | 1-1 | 1-0 | 0-1  | 1-1  | 0-0  |
| GFA Rumilly Vallières                                      | 4-0  | 1-1  | 1-1  | 1-1  | 2-2  | 1-0  |      | 0-0  | 0-0  | 1-2 | 1-0 | 1-2 | 4-0 | 0-2  | 0-0  | 3-1  |
| GOAL FC                                                    | 0-2  | 0-0  | 1-1  | 1-1  | 3-1  | 0-3e | 2-4  |      | 0-3e | 1-2 | 3-0 | 0-6 | 0-1 | 3-2  | 1-1  | 3-2  |
| Hyères FC                                                  | 1-1  | 0-0  | 1-0  | 1-1  | 1-1  | 0-0  | 1-1  | 1-2  |      | 0-0 | 1-1 | 0-0 | 1-0 | 1-1  | 1-2  | 2-2  |
| Istres FC                                                  | 0-0  | 0-0  | 0-2  | 0-2  | 0-2  | 0-0  | 0-0  | 3-2  | 1-2  |     | 4-2 | 1-4 | 2-0 | 2-1  | 4-2  | 3-1  |
| Jura Sud Foot                                              | 1-0  | 0-0  | 1-2  | 0-0  | 1-2  | 3-1  | 1-3  | 0-1  | 0-3  | 2-0 |     | 0-1 | 0-0 | 4-0  | 3-3  | 1-1  |
| Le Puy Foot 43 Auvergne                                    | 1-3  | 0-1  | 0-0  | 1-0  | 4-0  | 0-0  | 0-0  | 4-0d | 2-0  | 0-1 | 2-1 |     | 4-1 | 3-0  | 0-0  | 1-0g |
| Les Genêts d'Anglet                                        | 2-1  | 1-1  | 3-0  | 1-2  | 1-4  | 1-1  | 1-1  | 0-1  | 1-3  | 2-4 | 2-2 | 1-3 |     | 0-0  | 0-0  | 1-2  |
| Marignane GCB FC                                           | 0-0  | 1-0  | 0-1  | 0-1  | 2-0  | 2-2  | 2-1  | 3-0a | 1-0  | 2-7 | 0-0 | 1-2 | 1-2 |      | 2-0  | 0-1  |
| RC Pays de Grasse                                          | 0-0  | 2-0  | 1-1  | 2-2  | 2-0  | 4-0b | 3-0  | 2-0  | 1-2  | 2-0 | 1-1 | 0-1 | 1-0 | 2-1  |      | 1-0  |
| SC Toulon                                                  | 3-2  | 4-1  | 1-1  | 4-2  | 2-0  | 2-2  | 4-0  | 0-0  | 1-2  | 3-1 | 0-0 | 1-1 | 1-0 | 1-1  | 1-0  |      |
| - Victoire à domicile - Match nul - Victoire à l'extérieur |      |      |      |      |      |      |      |      |      |     |     |     |     |      |      |      |

a À la suite de la rétrogradation de Bordeaux, le GOAL FC saisit le CNOSF afin d'obtenir une réintégration en National. Le club déclare donc forfait pour sa première rencontre de National 2, pour laquelle ils devaient se déplacer pour affronter le Marignane GCB FC. La requête sera jugée irrecevable par le CNOSF, et la rencontre sera donc perdue sur tapis vert par le club rhodanien,.
b La rencontre est arrêtée à la 65e minute par l'arbitre du fait d'un nombre insuffisant de joueurs fréjusiens restants sur la pelouse. Le score à ce moment du match (4-0 en faveur du RC Pays de Grasse) est considéré comme définitif.
c Le match est reporté car l'AS Cannes doit rattraper un match de retard du 6e tour de la Coupe de France.
d L'AS Cannes, Le Puy Foot 43 Auvergne et le GOAL FC devant participer aux 32e de finale de la Coupe de France, ces matchs sont reportés aux 31 janvier et 1er février 2025. Le match entre Le Puy Foot 43 Auvergne et le GOAL FC est à nouveau reporté en raison de la neige.
e En raison de faux certificats médicaux, le GOAL FC est pénalisé de trois défaites sur tapis vert avec 3 buts pour l'équipe adverse. Les rencontres concernées, de la 4e à la 6e journée, sont les suivantes : GOAL FC – Hyères FC (score initial : 1-1), Angoulême Charente FC – GOAL FC (score initial : 1-0), et GOAL FC – ÉFC Fréjus Saint-Raphaël (score initial : 2-1),,.
f Un match de la 15e journée est reporté en raison du mauvais temps : Bergerac Périgord FC – GFA Rumilly Vallières.
g Deux matchs de la 16e journée sont reportés en raison du mauvais temps : Le Puy Foot 43 Auvergne – SC Toulon et AS Saint-Priest – GOAL FC.
h Le match de la 17e journée opposant l'Andrézieux-Bouthéon FC au GFA Rumilly Vallières est arrêté à la 4e minute, l'éclairage du stade ayant pris feu.

### Groupe B

#### Clubs participants
| Nom du club                  | Ville              | En N2 depuis | Budget    | Classement 2023-2024   | Entraîneur        | Depuis | Stade                       | Capacité |
| ---------------------------- | ------------------ | ------------ | --------- | ---------------------- | ----------------- | ------ | --------------------------- | -------- |
| Blois Football 41            | Blois              | 2018         | 1,3 M€    | 7e du groupe B         | Cédric Hengbart   | 2022   | Stade des Allées Jean-Leroi | 7 000    |
| Bourges FC                   | Bourges            | 2020         | 1,2 M€    | 8e du groupe B         | Walid Aïchour     | 2024   | Stade Jacques-Rimbault      | 8 000    |
| Dinan Léhon FC               | Dinan              | 2023         | 1 M€      | 5e du groupe C         | Stéphane Lamant   | 2016   | Stade du Clos Gastel        | 2 000    |
| FC Girondins de Bordeaux     | Bordeaux           | 2024         | 8 M€      | 12e de Ligue 2         | Bruno Irles       | 2024   | Matmut Atlantique           | 42 115   |
| La Roche VF                  | La Roche-sur-Yon   | 2023         | N.C       | 2e du groupe B         | Frédéric Reculeau | 2022   | Stade Henri-Desgrange       | 9 653    |
| Le Poiré-sur-Vie VF          | Le Poiré-sur-Vie   | 2024         | N.C       | 1er National 3 (gr. D) | Rabie Zeroual     | 2018   | Stade de l'Idonnière        | 4 600    |
| Les Herbiers VF              | Les Herbiers       | 2018         | N.C       | 9e du groupe B         | Laurent David     | 2022   | Stade Massabielle           | 5 000    |
| Olympique de Saumur          | Saumur             | 2022         | 750 000 € | 10e du groupe C        | Patrick Olive     | 2024   | Stade des Rives du Thouet   | 3 000    |
| Saint-Pryvé Saint-Hilaire FC | St-Pryvé-St-Mesmin | 2017         | N.C       | 4e du groupe B         | Mathieu Pousse    | 2024   | Stade du Grand Clos         | 1 800    |
| SC Locminé                   | Locminé            | 2024         | 750 000 € | 1er National 3 (gr. E) | Florent Besnard   | 2021   | Stade du Pigeon Blanc       | 3 000    |
| Stade briochin               | Saint-Brieuc       | 2023         | 1 M€      | 6e du groupe C         | Guillaume Allanou | 2024   | Stade Fred-Aubert           | 6 416    |
| Stade poitevin FC            | Poitiers           | 2024         | 900 000 € | 1er National 3 (gr. C) | Luc Davaillon     | 2023   | Stade Michel-Amand          | 6 000    |
| US Avranches                 | Avranches          | 2024         | 1,8 M€    | 15e de National        | Michel Audrain    | 2024   | Stade René-Fenouillère      | 2 650    |
| US Granville                 | Granville          | 2016         | N.C       | 3e du groupe C         | Matthias Jouan    | 2024   | Stade Louis-Dior            | 3 000    |
| US Saint-Malo                | Saint-Malo         | 2012         | 3 M€      | 2e du groupe C         | Gwenaël Corbin    | 2022   | Stade de Marville           | 2 350    |
| Voltigeurs de Châteaubriant  | Châteaubriant      | 2020         | N.C       | 9e du groupe C         | Daouda Leye       | 2018   | Stade de la Ville en Bois   | 3 000    |

- Club relégué de N1
- Club promu de N3

#### Classement
| Rang | Équipe                       | Pts | J  | G  | N  | P  | Bp | Bc | Diff |
| ---- | ---------------------------- | --- | -- | -- | -- | -- | -- | -- | ---- |
| 1    | Stade briochin               | 59  | 30 | 18 | 5  | 7  | 49 | 34 | +15  |
| 2    | VHF Les Herbiers             | 55  | 30 | 16 | 7  | 7  | 53 | 24 | +29  |
| 3    | US Saint-Malo                | 53  | 30 | 14 | 11 | 5  | 43 | 27 | +16  |
| 4    | FC Girondins de Bordeaux Rt  | 48  | 30 | 14 | 6  | 10 | 37 | 32 | +5   |
| 5    | La Roche VF                  | 48  | 30 | 13 | 9  | 8  | 42 | 27 | +15  |
| 6    | Blois Football 41            | 47  | 30 | 13 | 8  | 9  | 46 | 36 | +10  |
| 7    | SC Locminé P                 | 46  | 30 | 13 | 7  | 10 | 39 | 33 | +6   |
| 8    | Bourges FC                   | 41  | 30 | 10 | 11 | 9  | 46 | 43 | +3   |
| 9    | US Avranches R               | 41  | 30 | 11 | 8  | 11 | 46 | 43 | +3   |
| 10   | Dinan Léhon FC               | 38  | 30 | 10 | 8  | 12 | 38 | 48 | -10  |
| 11   | Voltigeurs de Châteaubriant  | 37  | 30 | 9  | 10 | 11 | 36 | 43 | -7   |
| 12   | Saint-Pryvé Saint-Hilaire FC | 36  | 30 | 9  | 9  | 12 | 40 | 37 | +3   |
| 13   | Stade poitevin FC P          | 33  | 30 | 8  | 9  | 13 | 36 | 48 | -12  |
| 14   | US Granville                 | 32  | 30 | 8  | 8  | 14 | 36 | 47 | -11  |
| 15   | Olympique de Saumur          | 28  | 30 | 7  | 7  | 16 | 29 | 54 | -25  |
| 16   | Vendée Poiré Football P      | 14  | 30 | 3  | 5  | 22 | 18 | 58 | -40  |

#### Résultats
| Résultats (▼dom., ►ext.)                                   | BF41 | BFC  | DLFC | GdB  | LRVF | LPVF | LHVF | OdS  | SPSH | SCL  | 0SB0 | SPFC | USA  | USG | USSM | VdC  |
| Blois Football 41                                          |      | 1-1  | 0-1  | 1-1  | 2-1  | 5-0  | 1-1  | 2-0  | 1-0  | 2-0  | 1-0  | 4-1  | 0-2  | 2-1 | 1-1  | 1-0  |
| Bourges FC                                                 | 3-1  |      | 1-1  | 4-3  | 1-1  | 4-2  | 1-2  | 0-1  | 3-2  | 1-3  | 2-3  | 3-0E | 3-2  | 0-0 | 1-1  | 2-3  |
| Dinan Léhon FC                                             | 4-2  | 2-1  |      | 2-1  | 0-1  | 1-1  | 1-2  | 2-4  | 0-4  | 0-0  | 0-1  | 0-2  | 1-1  | 2-2 | 2-1  | 0-0  |
| FC Girondins de Bordeaux                                   | 0-1  | 0-0  | 3-1  |      | 1-0  | 2-0  | 2-0C | 0-1  | 2-0  | 1-2A | 0-0  | 1-1  | 1-0  | 3-2 | 1-0  | 2-2  |
| La Roche VF                                                | 1-0  | 4-0  | 0-2  | 0-1  |      | 1-1  | 2-1  | 1-0  | 1-1  | 3-0  | 1-3  | 3-1  | 0-0D | 4-1 | 1-1  | 4-0  |
| Vendée Poiré Football                                      | 0-2  | 1-3  | 1-2D | 0-1A | 0-3  |      | 1-1  | 1-2G | 0-1  | 0-1  | 0-2  | 2-2  | 2-1  | 0-1 | 1-2  | 1-0  |
| VHF Les Herbiers                                           | 0-0  | 0-0  | 5-1  | 2-0  | 0-0  | 4-1  |      | 6-0D | 1-1  | 5-1  | 2-1  | 0-1  | 2-0  | 0-1 | 0-2  | 0-1  |
| Olympique de Saumur                                        | 1-3  | 0-1  | 1-1  | 1-2  | 1-0C | 3-1  | 0-3  |      | 1-1  | 1-3  | 0-2  | 1-1  | 0-3  | 1-1 | 0-1  | 2-2  |
| St-Pryvé St-Hilaire FC                                     | 3-0  | 2-2  | 1-3  | 1-2  | 1-1  | 1-0  | 1-0  | 1-1B |      | 3-0  | 2-0  | 0-1  | 1-2  | 2-1 | 2-4  | 0-0  |
| SC Locminé                                                 | 1-1  | 1-1D | 1-3  | 2-0  | 3-1  | 3-1  | 0-1  | 2-0  | 2-0  |      | 0-1  | 0-0  | 0-0  | 0-2 | 1-2  | 3-0  |
| Stade briochin                                             | 2-1D | 2-1B | 3-1  | 1-0  | 0-1  | 1-0  | 0-3  | 2-2  | 4-3  | 1-0  |      | 1-2  | 3-2  | 6-2 | 0-0  | 2-1F |
| Stade poitevin FC                                          | 1-1  | 1-2  | 3-1  | 1-2  | 2-2  | 2-0  | 1-4  | 1-2  | 0-0  | 0-2  | 1-2  |      | 1-4  | 3-1 | 2-3  | 2-0D |
| US Avranches                                               | 2-4  | 1-1  | 2-3  | 2-2  | 1-2  | 4-0  | 1-1  | 3-2  | 1-0  | 1-3  | 1-1C | 3-1  |      | 1-4 | 1-1  | 2-1  |
| US Granville                                               | 1-0F | 0-0  | 1-1  | 1-2  | 2-2  | 0-1B | 0-2  | 3-1  | 2-5  | 0-0  | 3-2  | 2-0  | 0-1  |     | 0-0  | 0-2  |
| US Saint-Malo                                              | 1-3  | 2-1  | 3-0  | 1-1  | 1-0  | 3-0  | 2-3  | 2-0  | 1-1D | 1-0  | 1-2  | 0-0  | 2-0  | 1-0 |      | 0-0  |
| Voltigeurs de Châteaubriant                                | 4-3  | 1-3  | 1-0  | 2-1  | 0-1  | 0-0  | 1-2  | 3-0  | 1-0  | 1-3  | 1-1  | 2-2  | 1-1  | 3-2 | 3-3  |      |
| - Victoire à domicile - Match nul - Victoire à l'extérieur |      |      |      |      |      |      |      |      |      |      |      |      |      |     |      |      |

A Deux rencontres des Girondins de Bordeaux sont reportées : en effet, la rétrogradation du club en National 2 a été prononcée après le déroulement de la 1re journée où le club bordelais aurait dû recevoir l'équipe du SC Locminé, et le club a fait la demande d'un report de la 2e journée lors de laquelle il aurait dû se déplacer sur la pelouse du Vendée Poiré Football.
B Les rencontres de la 11e journée opposant le St-Pryvé St-Hilaire FC à l'Olympique de Saumur, l'US Granville au Vendée Poiré Football et le Stade briochin au Bourges FC sont annulées en raison des conditions météorologiques.
C Le Stade briochin, le FC Girondins de Bordeaux et La Roche VF devant participer aux 32e de finale de la Coupe de France, ces matchs sont reportés aux 31 janvier et 1er février 2025. Le match opposant l'Olympique de Saumur à La Roche VF est à nouveau reporté en raison des conditions météorologiques.
D Sept matchs de la 15e journée sont reportés en raison du mauvais temps : La Roche VF – US Avranches, Stade briochin – Blois Football 41, VHF Les Herbiers – Olympique de Saumur, Vendée Poiré Football – Dinan Léhon FC, SC Locminé – Bourges FC, Stade poitevin FC – Voltigeurs de Châteaubriant et US Saint-Malo – St-Pryvé St-Hilaire FC. Vendée Poiré Football – Dinan Léhon FC et Stade poitevin FC – Voltigeurs de Châteaubriant auraient dû être rejoués le week-end du 1er février 2025, mais sont reportés à nouveau en raison des conditions météorologiques.
E Un match de la 16e journée est reporté en raison du mauvais temps : Bourges FC – Stade poitevin FC.
F Deux matchs de la 17e journée sont reportés en raison de mauvaises conditions climatiques : US Granville – Blois Football 41 et Stade briochin – Voltigeurs de Châteaubriant.
GLe match de la 17e journée opposant le Vendée Poiré Football à l'Olympique de Saumur est arrêté à la 25e minute par l'arbitre, Baptiste Lambert, en raison de vents violents et de la pluie.

### Groupe C

#### Clubs participants
| Nom du club                 | Ville           | En N2 depuis | Budget    | Classement 2023-2024   | Entraîneur        | Depuis | Stade                       | Capacité |
| --------------------------- | --------------- | ------------ | --------- | ---------------------- | ----------------- | ------ | --------------------------- | -------- |
| AS Beauvais Oise            | Beauvais        | 2020         | 1,3 M€    | 7e du groupe C         | Romain Elie       | 2023   | Stade Pierre-Brisson        | 10 178   |
| AS Furiani-Agliani          | Furiani         | 2022         | N.C       | 3e du groupe D         | Romain Paturel    | 2024   | Stade Erbajolo              | 2 000    |
| AS Villers                  | Villers-sur-Mer | 2024         | N.C       | 1er National 3 (gr. F) | Bruno Luzi        | 2024   | Stade André Salesse         | 1 200    |
| ASC Biesheim                | Biesheim        | 2023         | N.C       | 6e du groupe D         | Vincent Rychen    | 2022   | Stade municipal de Biesheim | 2 000    |
| Entente Feignies Aulnoye FC | Feignies        | 2023         | N.C       | 8e du groupe D         | Jean Antunès      | 2020   | Complexe Didier-Eloy        | 1 500    |
| FC 93 BBG                   | Bobigny         | 2018         | N.C       | 4e du groupe D         | Mohamed Coulibaly | 2023   | Stade Auguste Delaune       | 500      |
| FC Balagne                  | L'Île-Rousse    | 2024         | N.C       | 1er National 3 (gr. H) | Nicolas Huysman   | 2022   | Stade Jacques Ambroggi      | 1 500    |
| FC Chambly Oise             | Chambly         | 2022         | N.C       | 4e du groupe C         | Stéphane Masala   | 2023   | Stade Walter-Luzi           | 4 500    |
| FC Fleury 91                | Fleury-Mérogis  | 2014         | 4 M€      | 2e du groupe D         | David Vignes      | 2023   | Stade Walter Felder         | 500      |
| FCM Aubervilliers           | Aubervilliers   | 2023         | N.C       | 8e du groupe C         | Rachid Youcef     | 2014   | Stade André-Karman          | 2 500    |
| FR Haguenau                 | Haguenau        | 2018         | 900 000 € | 9e du groupe D         | Cédric Deubel     | 2023   | Parc des Sports de Haguenau | 7 000    |
| SAS Épinal                  | Épinal          | 2024         | N.C       | 17e de National        | Fabien Tissot     | 2022   | Stade de la Colombière      | 2 250    |
| US Chantilly                | Chantilly       | 2024         | N.C       | 1er National 3 (gr. G) | Yacoub Yassine    | 2017   | Stade des Bourgognes        | 2 400    |
| US Créteil-Lusitanos        | Créteil         | 2022         | N.C       | 5e du groupe D         | Christophe Taine  | 2023   | Stade Dominique-Duvauchelle | 12 150   |
| US Thionville Lusitanos     | Thionville      | 2024         | 850 000 € | 1er National 3 (gr. I) | Julien François   | 2021   | Stade de Guentrange         | 3 025    |
| Wasquehal Football          | Wasquehal       | 2022         | N.C       | 7e du groupe D         | Mehdi Izeghouine  | 2017   | Stade Lucien-Montagne       | 500      |

- Club relégué de N1
- Club promu de N3

#### Classement
| Rang | Équipe                      | Pts  | J  | G  | N  | P  | Bp | Bc | Diff |
| ---- | --------------------------- | ---- | -- | -- | -- | -- | -- | -- | ---- |
| 1    | FC Fleury 91                | 59   | 30 | 17 | 8  | 5  | 48 | 24 | +24  |
| 2    | FC 93 BBG                   | 53   | 30 | 16 | 5  | 9  | 42 | 35 | +7   |
| 3    | FC Chambly Oise             | 48-3 | 30 | 13 | 12 | 5  | 48 | 31 | +17  |
| 4    | US Thionville Lusitanos P   | 47   | 30 | 13 | 8  | 9  | 48 | 39 | +9   |
| 5    | US Créteil-Lusitanos        | 42   | 30 | 11 | 9  | 10 | 35 | 29 | +6   |
| 6    | FC Balagne P                | 41-3 | 30 | 11 | 11 | 8  | 54 | 44 | +10  |
| 7    | AS Beauvais Oise            | 41   | 30 | 11 | 8  | 11 | 33 | 31 | +2   |
| 8    | AS Furiani-Agliani          | 41-2 | 30 | 10 | 13 | 7  | 36 | 35 | +1   |
| 9    | Entente Feignies Aulnoye FC | 40   | 30 | 11 | 7  | 12 | 42 | 35 | +7   |
| 10   | ASC Biesheim                | 40   | 30 | 10 | 10 | 10 | 42 | 37 | +5   |
| 11   | FR Haguenau                 | 37   | 30 | 10 | 7  | 13 | 38 | 44 | -6   |
| 12   | SAS Épinal R                | 37   | 30 | 9  | 10 | 11 | 40 | 40 | 0    |
| 13   | US Chantilly P              | 36   | 30 | 8  | 12 | 10 | 36 | 46 | -10  |
| 14   | Wasquehal Football          | 31   | 30 | 9  | 4  | 17 | 26 | 47 | -21  |
| 15   | FCM Aubervilliers           | 24   | 30 | 4  | 12 | 14 | 41 | 53 | -12  |
| 16   | AS Villers P                | 23   | 30 | 5  | 8  | 17 | 25 | 64 | -39  |

1. ↑  Le FC Chambly Oise est pénalisé de 3 points par la DNCG en raison d'un budget prévisionnel incomplet[51].
2. ↑  Le Football Club Balagne est sanctionné d'un retrait de trois points par la DNCG le 10 décembre 2024[52],[53].
3. ↑  En raison d'une irrégularité liée à la licence de son joueur Joël Sitou Viana, relevée par l'US Thionville Lusitanos, l'AS Furiani-Agliani est pénalisée de deux points (un point par match que le joueur a disputé), et perd sur tapis vert le match disputé contre l'US Thionville Lusitanos, qui s'était initialement soldé par une victoire 2-0[54],[52].

#### Résultats
| Résultats (▼dom., ►ext.)                                   | ASBO | ASFA | ASV | ASCB | EFA | FC93 | FCB  | FCCO | FCF  | FCMA | FRH  | SAS  | USC | USCL | USTL | WF   |
| AS Beauvais Oise                                           |      | 2-0  | 4-0 | 0-0  | 2-1 | 3-2  | 1-1  | 0-0  | 0-1  | 1-0  | 2-0  | 3-2  | 1-1 | 1-0  | 2-2  | 1-3  |
| AS Furiani-Agliani                                         | 2-0  |      | 3-0 | 2-2  | 1-0 | 1-0  | 2-2  | 2-0  | 1-3  | 3-2  | 1-1β | 2-2  | 2-0 | 0-0  | 0-3δ | 0-0  |
| AS Villers                                                 | 1-1  | 2-2  |     | 1-1θ | 0-0 | 1-1  | 1-0  | 2-3ζ | 1-2  | 1-1  | 2-2  | 0-2  | 0-1 | 1-0  | 1-1  | 2-0  |
| ASC Biesheim                                               | 2-0γ | 0-1  | 2-1 |      | 1-2 | 4-0  | 3-3  | 0-1  | 1-1  | 3-0  | 1-0  | 1-2  | 0-1 | 0-1  | 0-0  | 1-2  |
| Ent. Feignies Aulnoye                                      | 0-1  | 1-0  | 4-0 | 0-0ζ |     | 3-1  | 2-2  | 2-2  | 1-0ε | 2-1  | 1-1  | 2-2  | 7-0 | 1-0  | 1-2  | 1-0  |
| FC 93 BBG                                                  | 0-1ε | 1-1  | 3-0 | 2-0  | 1-0 |      | 2-1  | 0-2  | 3-2  | 1-1  | 3-2  | 2-1  | 1-0 | 1-2  | 1-0  | 2-1  |
| FC Balagne                                                 | 3-2  | 4-0  | 5-2 | 0-0  | 3-3 | 1-2  |      | 2-1  | 0-0  | 8-2  | 3-0  | 1-0  | 2-2 | 0-0  | 2-0  | 1-0  |
| FC Chambly Oise                                            | 1-1  | 2-0γ | 6-1 | 2-2  | 1-0 | 3-2  | 0-1α |      | 1-3  | 1-1  | 3-0  | 1-1  | 2-1 | 0-0  | 2-1  | 3-0  |
| FC Fleury 91                                               | 1-0  | 1-1  | 4-0 | 5-2  | 1-2 | 0-2  | 1-1  | 0-0  |      | 3-0  | 1-3  | 2-0  | 0-0 | 1-0  | 2-1  | 3-1  |
| FCM Aubervilliers                                          | 0-1  | 2-2  | 6-1 | 3-4  | 2-0 | 0-0  | 2-3  | 1-1  | 0-0  |      | 2-3  | 1-2  | 1-1 | 0-0  | 2-3  | 3-1  |
| FR Haguenau                                                | 2-1  | 1-0  | 0-1 | 0-1  | 4-2 | 0-2  | 2-1ε | 2-4  | 1-2  | 1-1  |      | 2-0ι | 2-1 | 2-2  | 4-1  | 0-1  |
| SAS Épinal                                                 | 3-2  | 1-1  | 1-0 | 2-4  | 1-0 | 0-1  | 1-1  | 2-0  | 1-2η | 1-1  | 1-1  |      | 2-3 | 1-1  | 2-2ε | 5-0  |
| US Chantilly                                               | 1-0  | 1-1  | 2-1 | 3-3  | 2-0 | 1-1  | 4-1  | 1-3  | 0-0  | 1-1  | 2-0  | 1-1  |     | 0-3  | 0-2  | 1-3ζ |
| US Créteil-Lusitanos                                       | 0-0  | 1-1  | 3-0 | 0-1  | 1-0 | 1-3γ | 4-1β | 2-2  | 1-3  | 1-4  | 1-0  | 2-0  | 2-1 |      | 1-2  | 2-0  |
| US Thionville Lusitanos                                    | 1-0  | 1-3  | 4-0 | 2-1  | 3-1 | 1-2  | 1-0  | 1-1  | 0-3  | 3-1  | 1-1  | 0-1  | 2-2 | 3-0  |      | 4-2  |
| Wasquehal Football                                         | 1-0  | 0-1  | 0-2 | 0-2  | 0-3 | 2-0  | 4-0  | 0-0  | 0-1  | 1-0  | 0-1  | 1-0  | 2-2 | 0-4η | 1-1  |      |
| - Victoire à domicile - Match nul - Victoire à l'extérieur |      |      |     |      |     |      |      |      |      |      |      |      |     |      |      |      |

α La rencontre de la 3e journée entre le FC Chambly Oise et le FC Balagne est reportée à la suite d'une panne de bus ayant causé l'impossibilité pour le club corse de prendre l'avion pour rallier le continent et donc l'impossibilité pour lui de disputer le match à la date prévue initialement. Le match sera rejoué le 25 octobre.
β Les rencontres de la 7e journée entre l'US Créteil-Lusitanos et le FC Balagne, ainsi qu'entre l'AS Furiani-Agliani et le FR Haguenau sont reportées en raison de blocages sur les quatre aéroports et les six ports corses. L'US Créteil-Lusitanos et le FC Balagne s'affronteront finalement le 16 novembre.
γ Les rencontres de la 11e journée opposant le FC Chambly Oise à l'AS Furiani-Agliani, l'ASC Biesheim à l'AS Beauvais Oise et l'US Créteil-Lusitanos au FC 93 BBG sont reportées en raison des conditions météorologiques.
δ En raison d'une irrégularité liée à la licence de son joueur Joël Sitou Viana, relevée par l'US Thionville Lusitanos, l'AS Furiani-Agliani est pénalisée de deux points (un point par match que le joueur a disputé), et perd sur tapis vert le match disputé contre l'US Thionville Lusitanos, qui s'était initialement soldé par une victoire 2-0.
ε  L'US Thionville Lusitanos, le FC 93 BBG, l'Entente Feignies Aulnoye et le FR Haguenau devant participer aux 32e de finale de la Coupe de France, ces matchs sont reportés au 1er février 2025.
ζ Trois matchs de la 15e journée sont reportés en raison du mauvais temps : Entente Feignies Aulnoye – ASC Biesheim, US Chantilly – Wasquehal Football et AS Villers – FC Chambly Oise.
η Deux matchs de la 16e journée sont reportés en raison du mauvais temps : Wasquehal Football – US Créteil-Lusitanos et SAS Épinal – FC Fleury 91.
θ Le match de la 17e journée opposant l'AS Villers et l'ASC Biesheim est reporté en raison des conditions climatiques.
ι Le match de la 19e journée opposant le FR Haguenau et le SAS Épinal est reporté en raison d'un terrain gelé.

## Attribution du titre
Le titre de champion de France de National 2 est attribué à la meilleure des équipes premières de groupe. Ces équipes sont départagées par le rapport entre le nombre de points obtenus et le nombre de rencontres jouées, ayant opposé dans chaque groupe le premier avec tous les autres clubs de la poule.
En cas d'égalité, il est tenu compte :
1. de la différence de buts lors de ces rencontres,
2. du plus grand nombre de buts marqués,
3. du club ayant le moins de pénalité au titre du Carton Bleu,
4. en cas d'égalité dans tous ces critères, un tirage au sort départage les équipes.

| Rang | Équipe                 | Pts       | J  | G  | N | P | Bp | Bc | Diff |
| ---- | ---------------------- | --------- | -- | -- | - | - | -- | -- | ---- |
| 1    | Le Puy Foot (Gr. A)    | 59 (1,97) | 30 | 17 | 8 | 5 | 47 | 17 | +30  |
| 2    | FC Fleury 91 (Gr. C)   | 59 (1,97) | 30 | 17 | 8 | 5 | 48 | 24 | +24  |
| 3    | Stade briochin (Gr. B) | 59 (1,97) | 30 | 18 | 5 | 7 | 49 | 34 | +15  |

- 1er : Champion

## Bilan de la saison
Sportif
| Groupe de National 2 | Promus en National | Relégués en National 3                                 |
| -------------------- | ------------------ | ------------------------------------------------------ |
| Groupe A             | Le Puy Foot        | GOAL FC Jura Sud Foot Les Genêts d'Anglet              |
| Groupe B             | Stade briochin     | US Granville Olympique de Saumur Vendée Poiré Football |
| Groupe C             | FC Fleury 91       | Wasquehal Football FCM Aubervilliers AS Villers        |
| Total                | 3                  | 9                                                      |

Administratif
- FC Balagne (rétrogradation) [60]
- Marignane GCB FC (rétrogradation)[19]
- Bergerac Périgord FC (exclusion)[19]

## Statistiques

### Général
Les statistiques générales du championnat sont les suivantes : 
- Matchs joués : 720
- Buts marqués : 1845
- Cartons jaunes : 2653
- Cartons rouges : 181

### Buteurs
Le meilleur buteur de cette saison est Abdoulaye Diallo du Sporting Toulon Var avec 23 buts.
Le classement des buteurs est présenté pour chaque groupe dans les tableaux ci-dessous.
| Rang | Nom                            | Club                                      | Buts |
| ---- | ------------------------------ | ----------------------------------------- | ---- |
| 1    | Abdoulaye Diallo               | Sporting Toulon Var                       | 23   |
| 2    | Julien Domingues               | AS Cannes                                 | 18   |
| 3    | Kamel Bennekrouf               | GOAL FC                                   | 14   |
| 4    | Marvin Adelaide Alexis Ntamack | Le Puy Foot 43 Auvergne RC Pays de Grasse | 12   |

| Rang | Nom                            | Club                                     | Buts |
| ---- | ------------------------------ | ---------------------------------------- | ---- |
| 1    | Shelton Guillaume              | Les Herbiers VF                          | 18   |
| 2    | Matthieu Villette              | La Roche VF                              | 16   |
| 3    | Noé Grace Mupemba Babacar Leye | US Avranches Voltigeurs de Châteaubriant | 13   |
| 5    | Michael Faty Fobida Danso      | La Roche VF SCS Locminé                  | 12   |

| Rang | Nom                                                                             | Club                                                                            | Buts |
| ---- | ------------------------------------------------------------------------------- | ------------------------------------------------------------------------------- | ---- |
| 1    | Khalil Gannoun                                                                  | FC Balagne                                                                      | 16   |
| 2    | Alexis Gouletquer Axel Thoumin                                                  | Granville AS Furiani-Agliani                                                    | 13   |
| 4    | Mohamed Fernandez Mohamed Amine Groune Aeron Zinga Julien Jacquat Amadou Konaté | FC Balagne US Thionville Lusitanos SAS Épinal ASC Biesheim US Créteil-Lusitanos | 12   |